# Junayna Ahmed
Junayna Ahmed (bengalisch জুনায়না আহমেদ; geb. 30. Juni 2003 in London, Vereinigtes Königreich) ist eine bangladeschische Schwimmerin. Sie vertrat Bangladesch bei den Weltmeisterschaften 2019 in Gwangju und bei den Olympischen Sommerspielen 2020 in Tokio. 

## Karriere
Sie trat 2019 bei den Wettbewerben über 50 m Freistil und 200 m Schmetterling an. In beiden kam sie nicht das Halbfinale.
Im Jahr 2019 gewann sie bei den Südasienspielen in Kathmandu die Bronzemedaille im 400-Meter-Lagenschwimmen, sowie die Bronzemedaillen in den Wettbewerben über 200 m Freistil, 800 m Freistil und 200 m Schmetterling.
Bei den Olympischen Spielen belegte sie über 50 m Freistil den 68. Rang.